# Escoles de l'Ateneu Igualadí
Les Escoles de l'Ateneu Igualadí és un edifici del municipi d'Igualada (Anoia). Forma part de l'Inventari del Patrimoni Arquitectònic de Catalunya.

## Descripció
Els xalets de la colònia Santa Maria constitueixen un grup de cinc edificis o torres, destinades a executius, voltades i separades alhora per un ampli jardí. Els cinc blocs obeeixen a la mateixa planta malgrat algunes petites excepcions. La característica principal és que cadascú està partit verticalment per la meitat i alberga dues famílies.
Observant les diferències laterals i frontals, es pot apreciar la diferència entre els tres nivells o plantes, marcada per una sanefa que, al primer pis recorre tota la casa i, al segon, que presenta un motiu ornamental diferent, només recorre els laterals llargs. Als peus de tots els murs hi ha una espècie d'encoixinat, d'un mig metre, que és d'on surt el primer pis. El tercer, és més baix que els altres.
Tot l'edifici està treballat amb totxo vist i així com els elements decoratius, jugant amb el material, combinant-lo de diferents maneres aconseguint d'aquesta manera diferents motius. La coberta a dues aigües és de teula, algunes d'elles de ceràmica vidriada verda. També hi ha rajoles blanques i verdes, en part de la façana, combinades rítmicament.